# 栄国寺

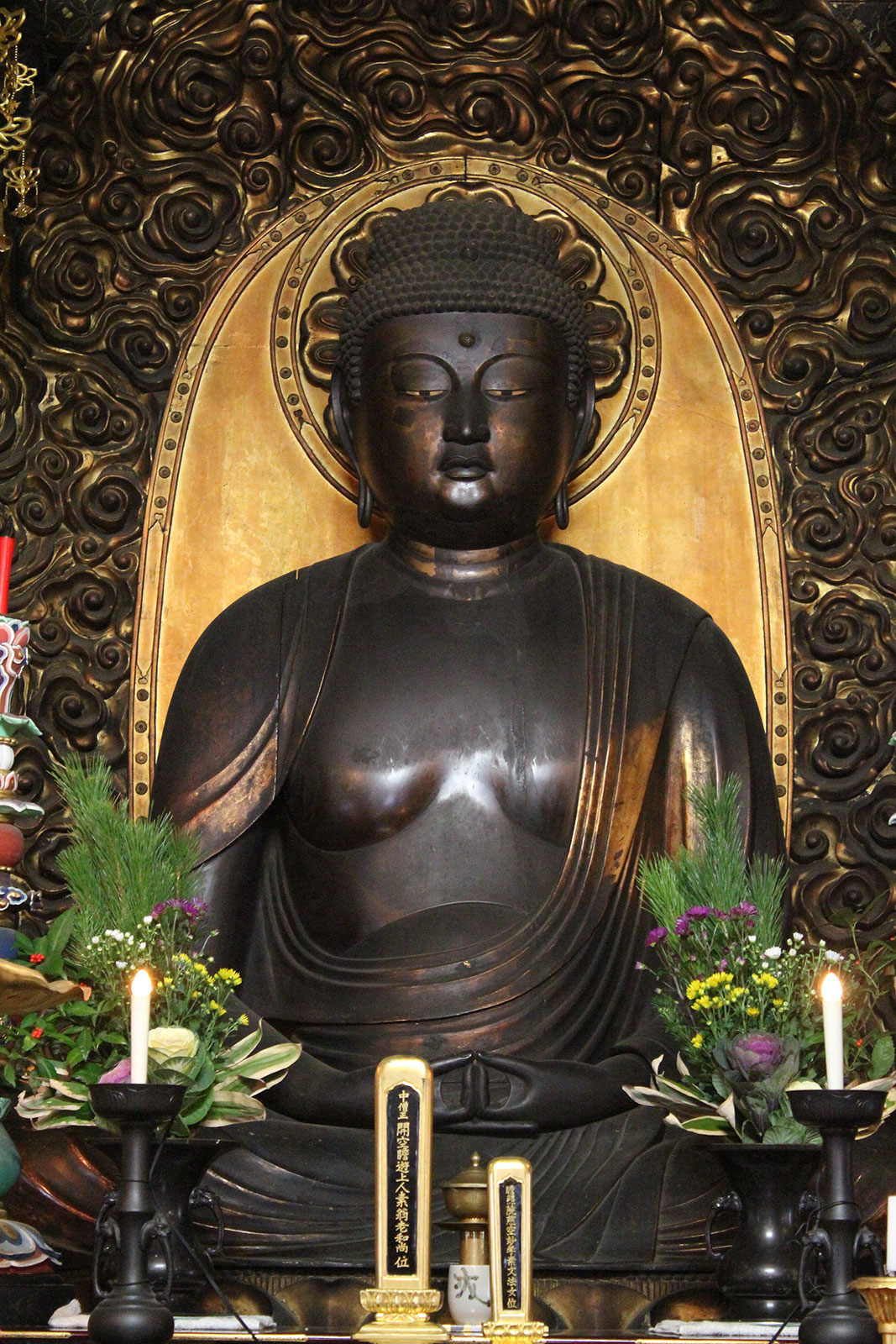
本尊　阿弥陀如来坐像

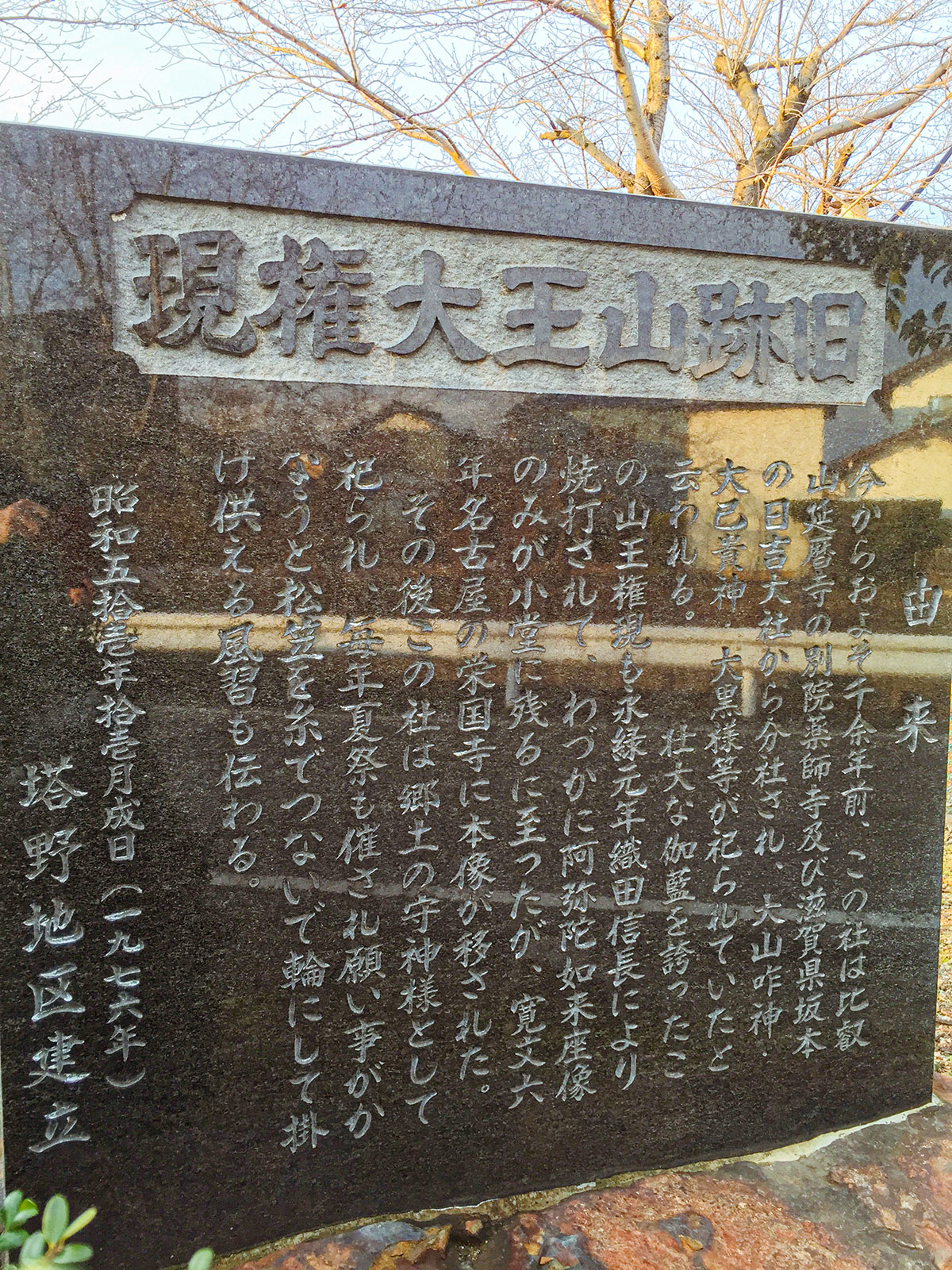
阿弥陀如来が元々あったと伝わる犬山市塔野地にある山王権現と薬師如来の由来について記された石碑

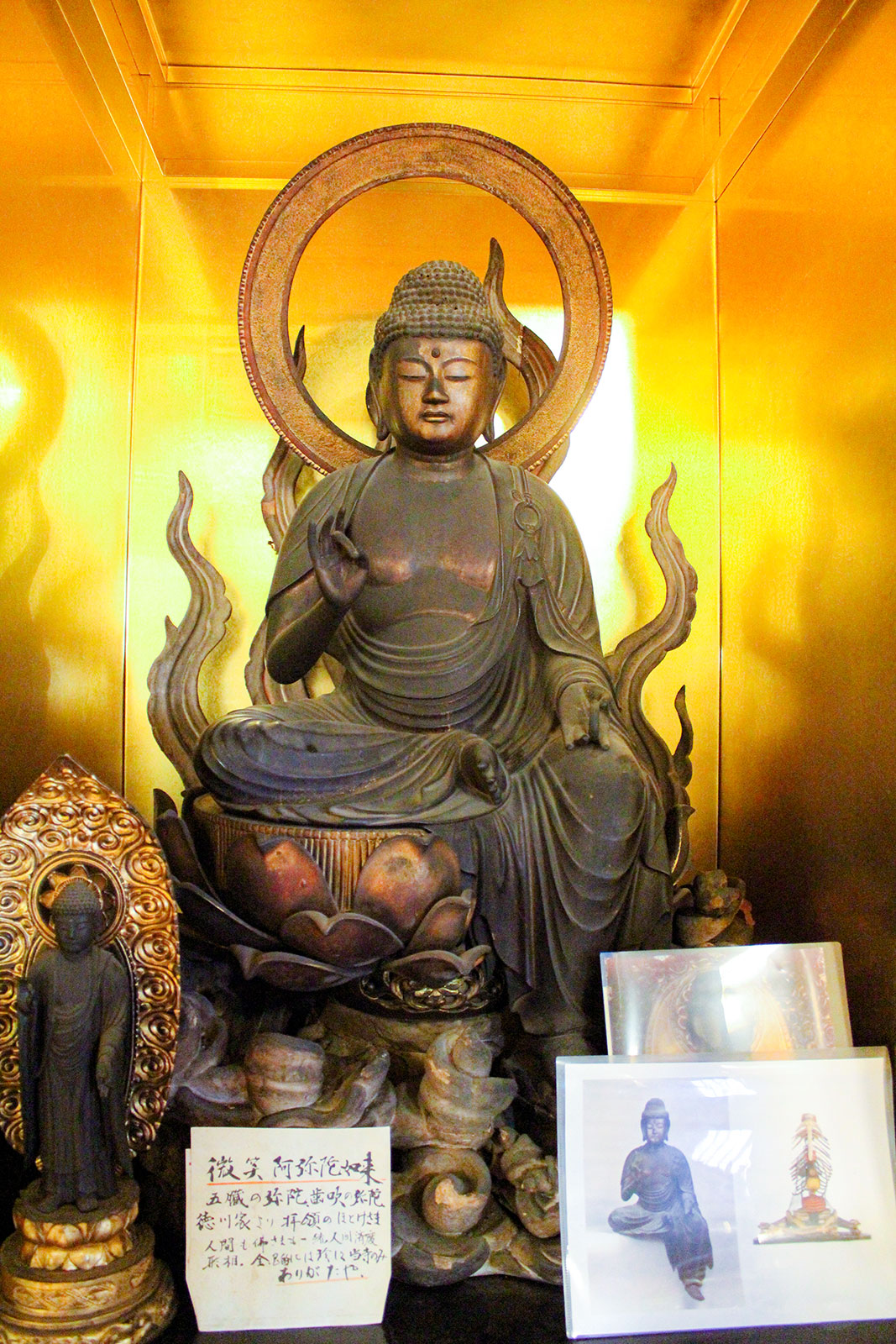
体内に骨や五臓を再現した「五臓阿弥陀」（阿弥陀如来半跏像）

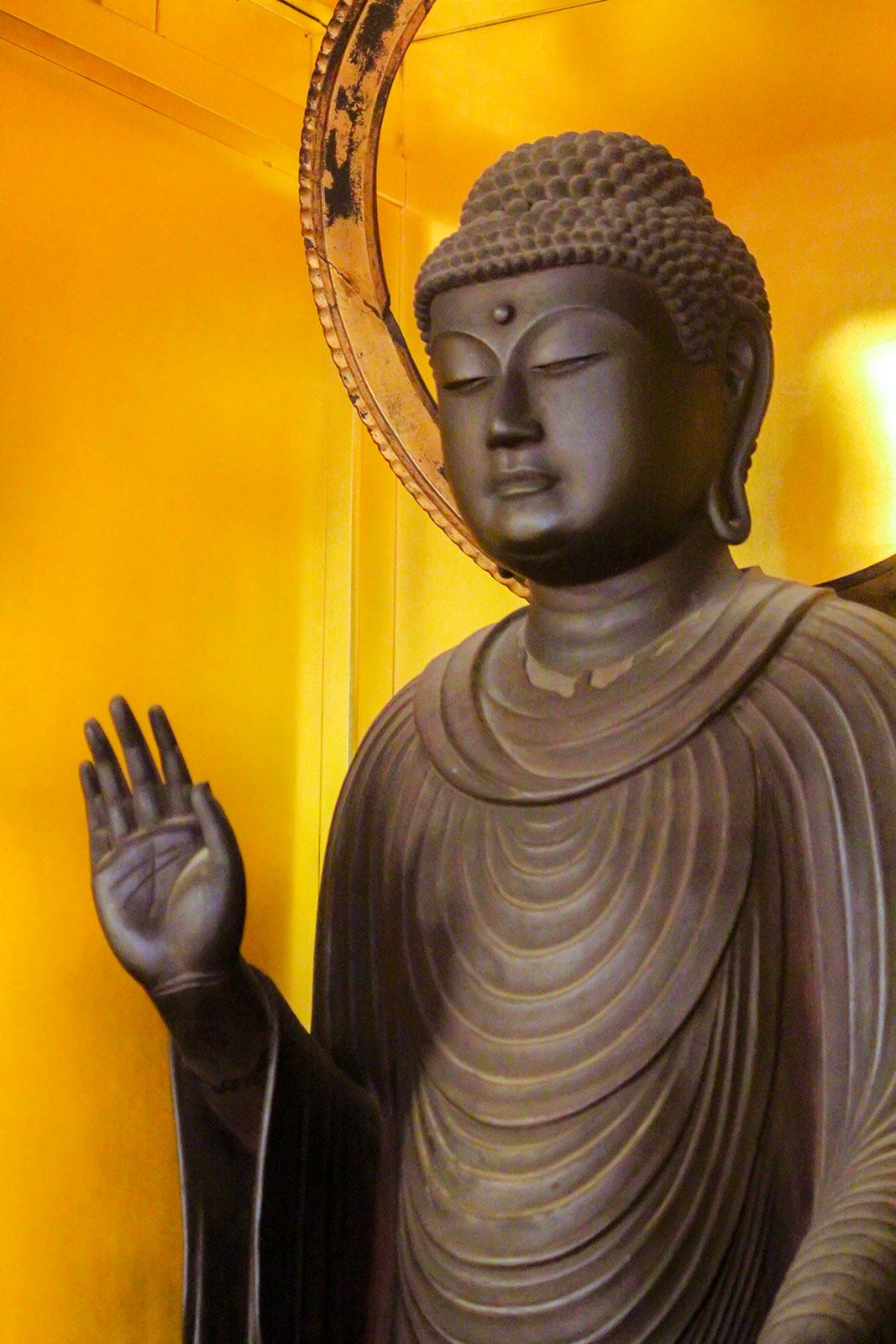
清凉寺式釈迦如来立像

栄国寺（えいこくじ）は、愛知県名古屋市中区橘一丁目にある西山浄土宗の寺院。山号は「清涼山」（せいりょうざん）。栄國寺とも表記される。

## 由緒
寛文4年（1665年）、徳川光友が、刑場を千本松原から土器野（現在の清須市）に移し、千本松原刑場跡地に、西光院第九世任空可信を開祖として開基する。
尾張藩の初代藩主徳川義直、二代目の徳川光友は、徳川のキリシタン弾圧の時代においても、当初はキリシタンに寛容であったとされている。寛永8年（1631年）より、藩内でキリシタン伝道に携わった者の処刑を始める。寛永21年（1644年）から、正保2年（1645年）にかけて名古屋城中からもキリシタンが捕らえられ処刑された。この地で処刑された彼らキリシタンを弔うため町岡新兵衛は、慶安2年（1649年）この処刑地に石の供養塔を建立した。寛文元年（1661年）春以来数多くのキリシタンが藩内の諸村から検挙されると､尾張藩は､そのうち伝道に努めたと思われる男女二百余人だけを、寛文四年十二月十九日（1665年2月3日）千本松原刑場で処刑し､他のキリシタンの助命をはかった。しかし､幕府の命令により､結局捕縛させた二千人余のキリシタン全員を寛文7年（1668年）に、別の地にて処刑することとなった。このとき、尾張のキリシタンは、ほぼ絶滅したとされる。  
寛文4年（1665年）、徳川光友が、刑場を千本松原から土器野に移し、千本松原刑場跡地に、その跡に菩提のため「清涼庵」を開基する。初代の開祖は、西光院第九世任空可信である。
本尊の阿弥陀如来坐像は、寄木造で作られ、眼には玉眼が施されている。像高223cm。寛文6年（1666年）、尾張北部の丹羽郡塔ノ地村（現在の愛知県犬山市塔野地）にあった比叡山延暦寺の別院・薬師寺から、千人塚別名切支丹塚の菩提のため、徳川光友が大八車で移させたと伝わる。｢火伏不思議の弥陀｣と信仰され、その名の通り、名古屋空襲の戦災も逃れた。鎌倉時代の仏工･春日の作と伝えられる。名古屋最古の丈六の三大佛の一つで、愛知県指定有形文化財である。
本堂内にはこの他にも、仏像の中に内臓や骨までも再現された阿弥陀如来半跏像（「五臓阿弥陀」）や、像内の頸部に逆さまにひっかかかったような小仏像や鈴が納入された状態の清凉寺式釈迦如来立像（衣紋は流水紋ではあるが頭髪は縄目ではなく螺髪になっている）なども安置している。
貞享2年（1685年）、名称が「栄國寺」と改められる。
天保12年（1841年）には、方広寺大仏（京の大仏）再建資金調達の為の出開帳が、栄国寺で行われた。その経緯は以下の通りである。かつて京都には豊臣家が発願した巨大な方広寺大仏（京の大仏）が威容を誇っていたが、寛政10年（1798年）に落雷による火災で全焼してしまった。京都民衆の間で方広寺大仏再建の機運が高まったが、充分な資金が集まらず、方広寺を管理していた妙法院の財政難もあり、再建できずにいた。こうした事態を憂い、尾張国（現在の愛知県）の商人を中心とする有志が立ち上がって、大仏再建の申し出を妙法院へ行い、資金調達のため妙法院より宝物の貸与を受け、名古屋の栄国寺で、出開帳を行うことになった。出開帳の際には大仏の頭部のみ名古屋で先行して作られ、栄国寺で公開されたという。出開帳を知らせる立札は、尾張国に29ヶ所、三河国・伊勢国・遠江国・駿河国に各18ヶ所も立てられ宣伝されたほか、出開帳の期間も当初より会期延長が図られた。尾張商人が方広寺大仏再建に積極的だったのは、尾張国が、大仏を発願した豊臣秀吉 の故地（出身地）ゆえとも言われる。出開帳で集まった資金で大仏造立の用材を調達でき、先行して作られた大仏頭部と合わせて、船で大坂を経由して、方広寺へ運び込まれた
。有志の寄進した大仏像は上半身のみのものであったが、それは天保14年（1843年）に落慶したという。残念なことに上記の大仏は、昭和48年（1973年）に失火のため焼失してしまった。
栄国寺は、尾張徳川家の庇護の下、存続し、明治大正昭和と伝統が受け継がれる。太平洋戦争中昭和20年（1945年）の名古屋爆撃の際、栄国寺周辺は、焼夷弾の被害がなかったという奇跡が伝えられている。昭和44年（1969年）、切支丹遺跡博物館が境内に建てられる。昭和61年（1986年）より毎年2月に、カトリック名古屋教区の主催で境内で「名古屋殉教者祭」としてミサが行われている。令和2年（2020年）は、2月1日に行われた。平成8年（1996年）11月23日には、カトリック名古屋教区による顕彰碑が建てられる。

## 境内
- 本堂
- 千人塚（別名・切支丹塚）
- 切支丹遺跡博物館
- 松原幼児園（附属保育園）

## 文化財
愛知県指定文化財
- 阿弥陀如来坐像（鎌倉時代）

名古屋市指定文化財
- 刺繍涅槃図[WEB 3]

## 切支丹遺跡博物館

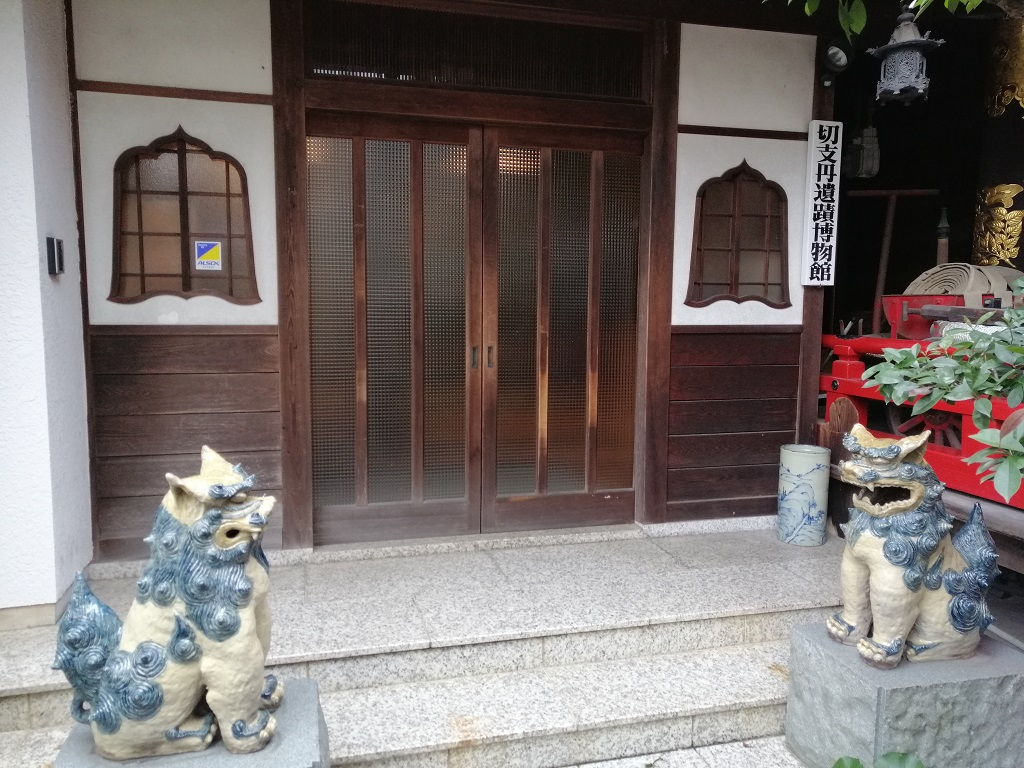
切支丹遺跡博物館

切支丹遺跡博物館（きりしたんいせきはくぶつかん、英: Japanese Chiristian Museum）は、栄国寺の境内にある博物館。1969年（昭和44年）4月に開館した。
館内には、仏壇屋の佐藤銈一が収集し寄贈したマリア観音や踏絵などの切支丹遺物を中心に切支丹関連史料や南蛮紅毛美術など100点余が展示されている。

### 概要
- 開館時間：9:00 - 17:00[WEB 7]
- 休館日：日曜日、国民の祝日、年末年始[WEB 7]
- 料金：100円（小・中学生は50円）[WEB 7]

## 交通手段
- 名古屋市営地下鉄名城線 - 東別院駅